# Mont Churchill
El Mont Churchill (en anglès Mount Churchill) és un volcà que es troba a les Muntanyes Saint Elias, al Camp Volcànic Wrangell, a l'est d'Alaska, Estats Units. El Churchill i el seu veí Mont Bona, separats per tan sols 3 km, són dos grans estratovolcans coberts de gel, sent el Churchill el quart volcà més alt dels Estats Units i el setè d'Amèrica del Nord.

## Erupcions volcàniques
El Mont Churchill destaca per ser la font que va formar el White River Ash, un gran dipòsit de cendres creat durant dues de les erupcions volcàniques més gran a Amèrica del Nord durant els últims dos mil·lennis. Aquest dipòsit de tefra cobreix una àrea més de 340.000 km² de l'est d'Alaska i el nord-oest del Canadà. El volum total de la cendra supera 50 km³, unes 50 vegades el volum de l'erupció de 1980 del mont Saint Helens i la cendra té capes de fins a 60 cm de gruix, com es pot observar seguint l'Alaska Highway.
Els grans dipòsits de cendra de les terres baixes situades prop dels rius White i Yukon van ser reconeguts per primera vegada el 1883, però la seva font continuà sent un misteri fins al segle següent, quan durant la dècada de 1960 diversos geòlegs remuntaren els dos lòbuls de cendra que baixaven de les muntanyes Saint Elias i van postular que la cendra podia venir d'un respirador actualment situat sota la glacera Klutlan, que s'estén durant 64 km des del massís de Bona-Churchill, al territori del Yukon, Canadà. Estudis posteriors realitzats pel U.S. Geological Survey durant la dècada de 1990 van detectar una caldera a 4.400 m, a l'est de l'actual cim del mont Churchill, la qual s'havia format pel col·lapse del cim anterior del volcà durant les erupcions. El treball de camp va revelar dipòsits recents de tosca al voltant de caldera mineralogicament i químicament idèntics a la cendra de riu White.

## Història
El Mont Churchill va ser coronat per primera vegada el 1951 per R. Gates i J. Lindberg, però era considerat un cim secundari del mont Bona. No se li posarà nom fins al 1965 en record de Winston Churchill.
Tot i ser un cim amb més de 4.500 msnm la seva prominència és menor que d'altres cims veïns per estar proper al mont Bona. La ruta d'escalada habitual és la cara sud, com a part d'ascensió cap al mont Bona.